# Leptoscyphus chilensis
Leptoscyphus chilensis är en bladmossart som först beskrevs av De Not., och fick sitt nu gällande namn av Gabriela Gustava Hässel de Menéndez. Leptoscyphus chilensis ingår i släktet Leptoscyphus och familjen Lophocoleaceae. Inga underarter finns listade i Catalogue of Life.